# سیارک ۱۲۶۵
سیارک ۱۲۶۵ (به انگلیسی: 1265 Schweikarda، نامگذاری:1911MV) هزار و دویست و شصت و پنجمین سیارک کشف شده‌است که در ۱۸ اکتبر ۱۹۱۱ و در هایدلبرگ کشف شد.
قدر مطلق سیارک برابر ۱۱٫۰۰ است.